# Alexeï Petrov
Pour les articles homonymes, voir Alexeï Petrov (homonymie).
Alexeï Stepanovitch Petrov (en russe : Алексей Степанович Петров), né le 22 mars 1937 à Léningrad / Saint-Pétersbourg, mort à Moscou en mars 2009, est un coureur cycliste soviétique qui s'est illustré notamment à la Course de la Paix au début des années 1960

## Biographie
En 1961 Alexeï Petrov remportait 3 étapes de la Course de la Paix. L'année suivante c'étaient 5 succès d'étape que le coureur soviétique alignait à son tableau. Blond, grand et carré, 1,79 m pour 76 kg, Alexeï Petrov n'a pas le palmarès le plus étoffé des coureurs soviétiques. Mais il a contribué au succès de 3 de ses coéquipiers sur la Course des Trois capitales, comme il l'avait fait dans la conquête d'une médaille de bronze par l'URSS aux Jeux olympiques d'été à Rome en 1960 dans l'épreuve des 100 km contre-la-montre.
La Course de la Paix est le lieu où ses qualités de gagneur, bon sprinteur et rouleur puissant, se sont le mieux exprimées. Pourtant il ne peut terminer la course que 3 fois en 5 participations : 
En 1961, néophyte sur la Course, il participe de la victoire individuelle de Youri Melikhov et à la victoire de l'URSS au challenge par équipe.
En 1962, victorieux de 5 étapes, il contribue à la victoire de Gainan Saidschushin, prend bonne part à la victoire collective de l'URSS, et termine 5e au classement final : c'est sa meilleure performance.
En 1965, leader de l'équipe soviétique, il gagne la 1re étape de la Course de la Paix, puis la 3e étape, mais victime d'une chute, il est contraint à l'abandon lors de la 6e étape. Son coéquipier Guennadi Lebediev, inconnu jusqu'alors, prend le relais et remporte la course, que l'équipe soviétique domine collectivement.
 En 1966, il ne remporte qu'un bouquet, mais termine 6e du classement final individuel et participe de nouveau au succès collectif de l'équipe d'URSS
Il avait commencé sa carrière internationale en 1958, en participant au Tour d'Égypte et s'y classant 2e, performance qu'il réédita l'année suivante. Après les routes d'Afrique, parmi ses succès, l'un avait été obtenu sur les routes du "nouveau monde" en 1962, au Tour du Saint-Laurent, au Canada. Lorsqu'il prend en 1963 le départ du Tour de l'Avenir (il est contraint à l'abandon après une chute), sa notice biographique précise qu'Alexeï Petrov, est employé à l'Institut des Sports et de la culture physique de Leningrad. D'autres sources le présentent comme soldat. La première information semble plus probable, car le club de Leningrad dont il défend les couleurs, "Troudovye Rezervy", est celui des syndicats soviétiques. En 1963, marié il était père d'un petit garçon.

## Palmarès
- 1958
  - 2e du Tour d'Égypte
- 1959
  - 2e du Tour d'Égypte
- 1960
  -  Champion d'URSS des 50 km contre-la-montre.
  -  3e avec l'équipe d'URSS aux Jeux olympiques de Rome, dans l'épreuve des 100 km sur route contre-la-montre (avec Viktor Kapitonov, Youri Melikhov, Evgeni Klevtzov)
  - 17e du Tour de Pologne
- 1961
  - 3e, 9e et 11e étapes de la Course de la Paix
  - Classement du meilleur grimpeur de la Course de la Paix
  - 16e de la Course de la Paix

- 1962
  - 3e, 5e, 12e, 13e et 14e étapes de la Course de la Paix

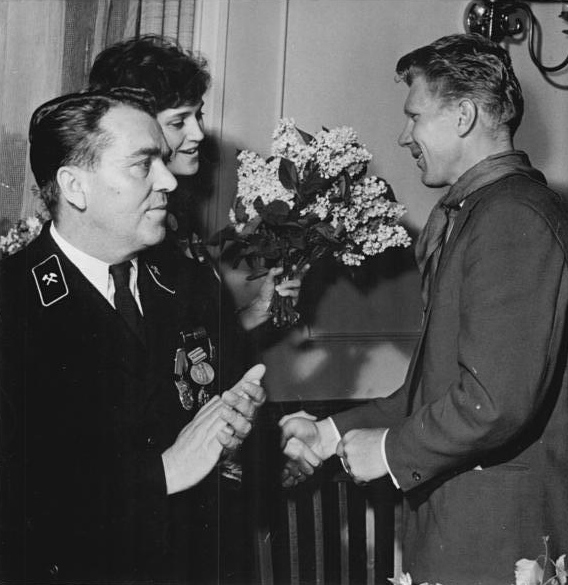
Course de la Paix 1961. Alexeï Petrov prend part à une cérémonie officielle.

  - Classement par points de la Course de la Paix
  - 5e de la Course de la Paix
  - Tour du Saint-Laurent (Canada), enlevant 6 étapes sur 14[5]
  - 4e du championnat du monde des 100 km sur route contre-la-montre par équipes, avec l'équipe d'URSS (avec Viktor Kapitonov, Evgeni Klevtzov, Anatoli Tchérepovitch)
- 1964
  - classement final du Tour de Crimée[6].
  - 5e aux Jeux olympiques d'été 1964 à Tokyo, de l'épreuve des 100 km contre-la-montre sur route par équipes, avec l'équipe d'URSS (avec Youri Melikhov, Anatoli Olizarenko, Gainan Saidschushin)
  - 9e du championnat du monde du contre-la-montre par équipes (avec Anatoli Olizarenko, Guennadi Lebediev et Antons Vjaravas)
- 1965
  - 1re et 3e étapes de la Course de la Paix
  - Maillot jaune 5 jours dans la Course de la Paix[7]
- 1966
  - 13e étape de la Course de la Paix
  - 6e de la Course de la Paix
- 1967
  -  Champion d'URSS sur route
  - 6e étape du Tour de Belgique (amateurs)

### Classements divers

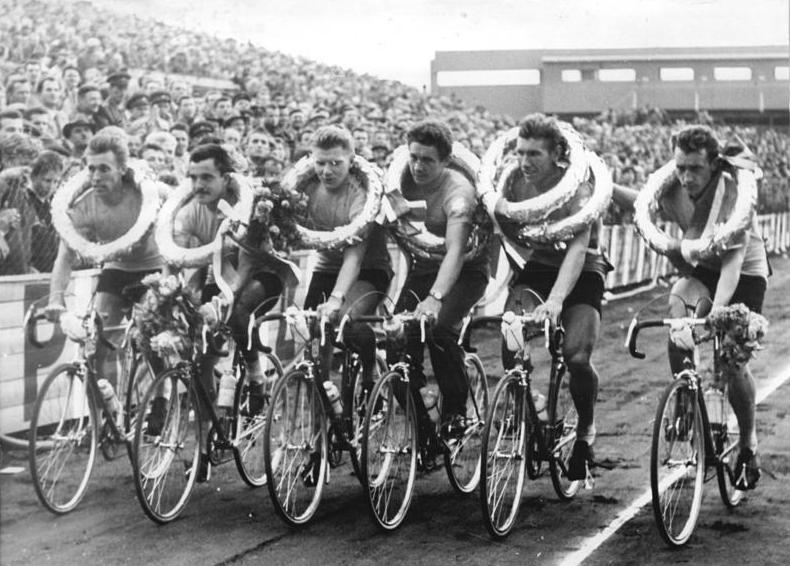
Alexeï Petrov dans l'équipe soviétique de la Course de la Paix 1961

#### Jeux olympiques
- 1964: 62e aux Jeux olympiques de Tokyo, dans l'épreuve individuelle sur route

#### Championnat du monde sur route amateurs, épreuve individuelle
- 1960 : 14e
- 1961 : 18e
- 1962 : 10e
- 1964 : 7e

### Récapitulatif des participations à la Course de la Paix

#### Performances individuelles
- 11 victoires d'étapes, ce qui le place au 6e rang des performers en ce domaine pour les 59 éditions de la course. Il est le meilleur réalisateur soviétique, devançant Valeri Likhatchev (10 victoires d'étapes), Youri Melikhov (9 victoires), Djamolidine Abdoujaparov et Charkid Zagretdinov (6 victoires d'étapes chacun), Anatoli Tcherepovitch et Rikho Suun 5 victoires, etc.
- 1961 : 16e + Classement du meilleur grimpeur
- 1962 : 5e + Classement par points
- 1965 : abandon sur chute 6e étape
- 1966 : 6e
- 1967 : abandon sur chute au km 102 de la 1re étape[8]

#### dans le collectif
- Victoire au Classement par équipes final, avec l'équipe d'URSS aux Courses de la Paix 1961, 1962, 1965, 1966
- Victoires avec l'équipe de l'URSS des étapes contre-la-montre par équipes de la Course de la Paix :
  - 1961 : 4e étape, 1er secteur (Swiecie-Bydgoszcz, 42 km)
  - 1962 : 11e étape (Opole-Wroclaw, 100km en 2 h 59 min 50 s)

### Tour de l'Avenir
- 1963 : abandon (sur chute)